# Alberite de San Juan
Alberite de San Juan – gmina w Hiszpanii, w prowincji Saragossa, w Aragonii, o powierzchni 11,23 km². W 2011 roku gmina liczyła 97 mieszkańców.